# 샤브누르
카지 샤르민 나히드 누푸르(벵골어: কাজী শারমিন নাহিদ নূপুর, 1979년 12월 17일 ~ )는 샤브누르(벵골어: শাবনূর)라는 예명으로 알려져 있는 방글라데시의 배우이다. 2005 방글라데시 국립 영화상 여우주연상 수상자이다.